# Campaña de Serbia (1918)
La Campaña de Serbia de 1918 fue una operación militar llevada a cabo en los Balcanes entre el 29 de septiembre y el 13 de noviembre de 1918 durante la Primera Guerra Mundial en la que el Ejército de Oriente (aliado) liberó Serbia, Albania y Montenegro de la ocupación de los Imperios Centrales.

## Antecedentes

### Situación en el frente macedonio
Las unidades desplegadas en el frente de Macedonia sufrieron los dos últimos años una guerra agotadora. El bloqueo de los Aliados contribuyó a socavar todavía más el ánimo de las desmotivadas unidades búlgaras. 
El reconocimiento aéreo proporcionaba a los Aliados una idea bastante exacta de la disposición de las tropas de los Imperios Centrales en la región.

#### Las fuerzas de los Imperios Centrales
Las unidades de los Imperios Centrales trataban de bloquear el avance enemigo hacia la Macedonia septentrional; en contra de la opinión de los mandos búlgaros,  el jefe alemán Friedrich von Scholtz había desplegado a las reservas en la retaguardia del frente, lo que le impedía concentrar grandes fuerzas en un punto dado.
Los efectivos desplegados en Macedonia poco antes del inicio de la campaña rondaban los veintiséis batallones, algunos desmotivados, y ciento veinte cañones; estas fuerzas estaban mal armadas. Aunque los austrohúngaros y alemanes se apresuraron a enviar unidades de otros frentes para detener el avance franco-serbio hacia el Danubio cuando estos abrieron brecha en el frente macedonio, no lo lograron.

#### Las fuerzas de los Aliados
Para efectuar una ofensiva de ruptura destinada a recuperar Serbia, los Aliados concentraron una fuerza impresionante, formada por setenta y cinco batallones franceses y serbios, apoyados por quinientos ochenta cañones de todos los calibres. Los batallones serbios, encuadrados en dos ejércitos, contaban con ciento cuarenta mil soldados, animados por la posibilidad de liberar su país.
Pronto las distancias transformaron las operaciones en una gran guerra de movimientos, en la que la caballería y las unidades motorizadas desempeñaron el papel de vanguardia de la ofensiva aliada.

### La ruptura del frente de Macedonia
En la tercera batalla de Doiran, cuarenta y tres mil soldados británicos, apoyados por treinta y dos mil griegos, atacaron a treinta mil soldados búlgaros que defendían las líneas de los Imperios Centrales en Macedonia. Los búlgaros consiguieron repeler el ataque, pero sus tropas quedaron envueltas en la lid y no pudieron retirarse al valle del Vardar. Ante el avance general de franceses y serbios en otros puntos del frente y con el beneplácito alemán, el ejército búlgaro terminó por replegarse, pese a haber desbaratado el embate greco-británico.
A pesar de que se llevaron a cabo con gran esmero, los preparativos de la ofensiva aliada contra las líneas germano-búlgaras en Macedonia no pasaron desapercibidos al reconocimiento aéreo enemigo; el mando de los Imperios Centrales cambió de posición algunas unidades para hacer frente al embate, que creía iba a ser baladí. El 15 de septiembre de 1918, las tropas francesas y serbias atacaron las posiciones alemanas y búlgaras, machacadas previamente por un potente bombardeo de artillería. Tras abrir brecha en las defensas el 18 de septiembre, los atacantes avanzaron por los valles del Vardar y el Crna; las unidades alemanas y búlgaras a duras penas lograron frenarlas.
Después de una semana de intensos combates, las divisiones franco-serbias se apoderaron de Üsküb, nodo de comunicaciones de los Imperios Centrales en Macedonia; su conquista les permitió abastecerse y privar al enemigo de su principal base de suministros en los Balcanes. Además, la toma de la ciudad bloqueaba la retirada hacia Bulgaria y Centroeuropa de las fuerzas enemigas situadas al sur: ello obligó al 9.º Ejército alemán, formado en realidad por un conjunto de sesenta y nueve mil búlgaros, austrohúngaros y alemanes, a capitular. La naturaleza lineal de la estructura defensiva de los Imperios Centrales en este frente, carente de reservas destacables en la retaguardia, impidió que se pudiesen cerrar las brechas abiertas por los Aliados, cuya aviación y caballería bombardeaban y perseguían de cerca a las unidades  enemigas en retirada.

### El armisticio búlgaro
El 26 de septiembre de 1918, se hizo evidente la derrota de Bulgaria y el Gobierno de Sofía pidió el armisticio; tras pocas horas de negociación entre la delegación búlgara y el mando militar francés, se firmó el armisticio de Tesalónica el 29 de septiembre. Las condiciones fueron especialmente duras para el reino vencido: se estipuló la rápida evacuación del ejército búlgaro de los territorios serbios controlados por los búlgaros. También se incluía la ocupación aliada de los puntos estratégicos del territorio búlgaro y el compromiso de que Bulgaria rompiese relaciones con Alemania; esta cláusula tenía como objetivo evitar que la ocupación de territorios búlgaros la realizasen únicamente las unidades serbias.
La claudicación búlgara amenazaba todas las conquistas de los Imperios Centrales en los Balcanes y la ocupación austrohúngara de Serbia. Había unidades búlgaras desplegadas en el sector austrohúngaro del frente, en Albania y Macedonia, y su retirada podía quebrar las defensas en la región.

### Las reacciones de Austria-Hungría y Alemania
Tras la rendición de Bulgaria, los estrategas alemanes y austrohúngaros tuvieron que reaccionar rápidamente para afrontar la crisis. Ludendorff, propuso realizar un golpe de mano contra el Gobierno de Sofía y concentrar un ejército austro-alemán en Serbia para detener el avance aliado. Pero las escasas reservas de los Imperios Centrales en aquel momento del conflicto impedían aplicar este plan sin mermar gravemente el suministro de Austria-Hungría.

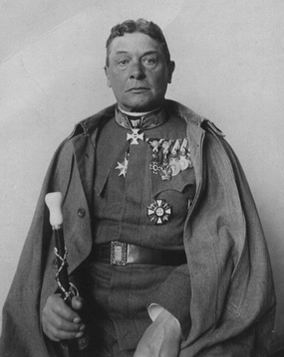
Hermann Kövess, que estuvo al mando del infructuoso intento de detener a las divisiones franco-serbias en su avance hacia el Danubio.

Por lo tanto, el mando alemán tuvo que limitarse a concentrar varias divisiones de infantería en la región de Niš, entregadas a un nuevo gobernador militar. De acuerdo con el mando austrohúngaro, estas divisiones debían formar una línea defensiva para bloquear en Niš el avance del enemigo; el grupo, formado por tropas selectas austro-alemanas, gozaba de adecuados suministros traídos por trenes venidos desde Alemania. La agrupación, formada por once divisiones, quedó al mando de Hermann von Kövess, que tenía su cuartel general en Belgrado; tenía la misión de proteger al gobierno general de Serbia y defender la línea del frente entre Scutari y la frontera con Bulgaria. La nueva línea defensiva estuvo lista el 30 de octubre.
A pesar de estas medidas, Von Hindenburg, uno de los principales responsables militares alemanes, ordenó, en vista de las victorias franco-serbias, la apertura de negociaciones para poner fin a las  hostilidades tanto en el frente occidental como en los Balcanes.
Para los estrategas alemanes y austrohúngaros, las veloces maniobras de los franco-serbios resultaban incomprensibles; según ellos, en especial August von Mackensen, era impensable que hubiese unidades que operasen aisladas de sus líneas.

## La liberación de Serbia, Albania y Montenegro
El cese de las hostilidades entre los Aliados y Bulgaria socavó toda la línea de defensas de los Imperios Centrales en los Balcanes y cortó las comunicaciones terrestres de Alemania y Austria-Hungría con el Imperio otomano. Una vez roto el frente, las unidades aliadas marcharían hacia el norte y atravesarían Serbia. La liberación del territorio serbio devino un objetivo factible para las divisiones franco-serbias.
Las fuerzas aliadas avanzaron en cuatro direcciones:
- En el centro, el 1.er Ejército serbio, al mando de  Petar Bojović, y partes del Ejército de Oriente francés, al mando de Paul Prosper Henrys, marcharon directamente hacia Belgrado. Los alemanes trataron de bloquear su avance en Niš, pero no lo consiguieron.

- El 2.º Ejército serbio, mandado por Stepa Stepanović, se dirigió hacia Kosovo acompañado de unidades francesas.

- Al coronel Dragutin Mulitinović se le confió una fuerza serbia, llamada «Tropas de Scutari» (posteriormente Tropas del Adriático) para liberar Montenegro, pero cuando empezó a avanzar hacia este se encontró que el país ya había sido liberado por las fuerzas guerrilleras montenegrinas.

- El XVI Cuerpo de Ejército italiano, con el apoyo de la 57.ª División francesa, avanzó hacia Albania desde el sur.

### Una gran guerra de movimientos
La ruptura del frente de Macedonia en los últimos días de septiembre de 1918 permitió un rápido avance de las unidades francesas y serbias, que hicieron retroceder a las derrotadas unidades búlgaras. Esta operación se llevó a cabo principalmente con unidades de caballería francesa y serbia, apoyadas por algunas piezas de artillería.

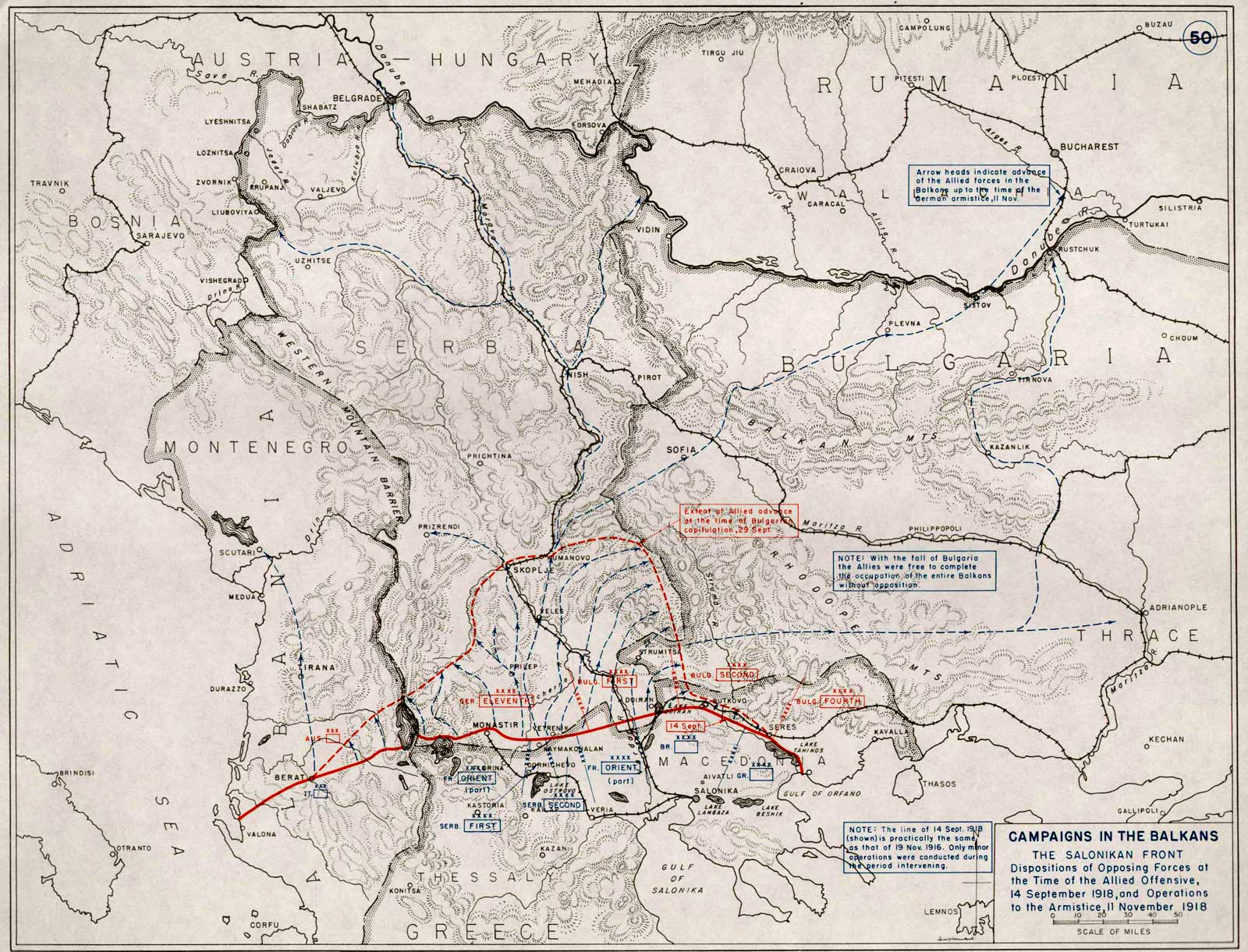
Avance de los Aliados (octubre-noviembre, 1918).

La conquista de Üsküb mediante una audaz incursión el 22 de septiembre embolsó a las unidades austrohúngaras y alemanas dispuestas más al sur; estas tuvieron que rendirse el  día 24.
A partir del 30 de septiembre, las unidades aliadas aceleraron la marcha y persiguieron cada vez más estrechamente a las fuerzas austrohúngaras y alemanas en retirada. Se asignó este gran avance a un grupo móvil compuesto por tres divisiones de caballería con el apoyo de algunos vehículos blindados, mandado por Jouniot-Gambetta, estratega que basó toda la operación en la velocidad de marcha de sus unidades; el mando alemán no otorgó la importancia necesaria a esta aceleración de las operaciones, lo que allanó la derrota de sus ejércitos en Serbia. Así, de forma rápida, la meseta de Kosovo se convirtió en un objetivo de las tropas serbias involucradas en la operación. El grupo de Jouniot-Gambetta atacó Niš, sometida al saqueo de las tropas alemanas y austrohúngaras en retirada, entre el 9 y el 12 de octubre; este último día tomó la ciudad el 1.er Ejército serbio. Pristina fue liberada el 10 de octubre por la 11.ª División colonial francesa, y Peć lo fue el 17 del mes. El 22 de octubre, los Aliados alcanzaron la ciudad de Paraćin, al sur de Belgrado. Los franco-serbios penetraron también en Kosovo y se adueñaron de Mitrovica el 22 de octubre, lo que permitió llevar las operaciones a Montenegro y Bosnia y Herzegovina. Los serbios al mando de Mulitinović llegaron a Podgorica el 31 de octubre. El 3 de noviembre los Aliados alcanzaron la frontera bosnia. Después de un último choque, las fuerzas de ocupación austrohúngaras evacuaron Cetiña y el resto de Montenegro el 4 de noviembre.
A lo largo de la campaña en Serbia, los partisanos que habían participado en las revueltas que jalonaron la ocupación austrohúngara colaboraron con la ofensiva aliada, atacando puestos aislados y saboteando las vías de comunicación; pese a la represión, los partisanos serbios, con sus acciones, aceleraron la evacuación enemiga del territorio, que a veces tuvo lugar antes de la llegada de las tropas francesas y serbias. Durante su retirada, los ejércitos de los Imperios Centrales destruyeron carreteras, puentes y vías de ferrocarril.

### La captura de Belgrado

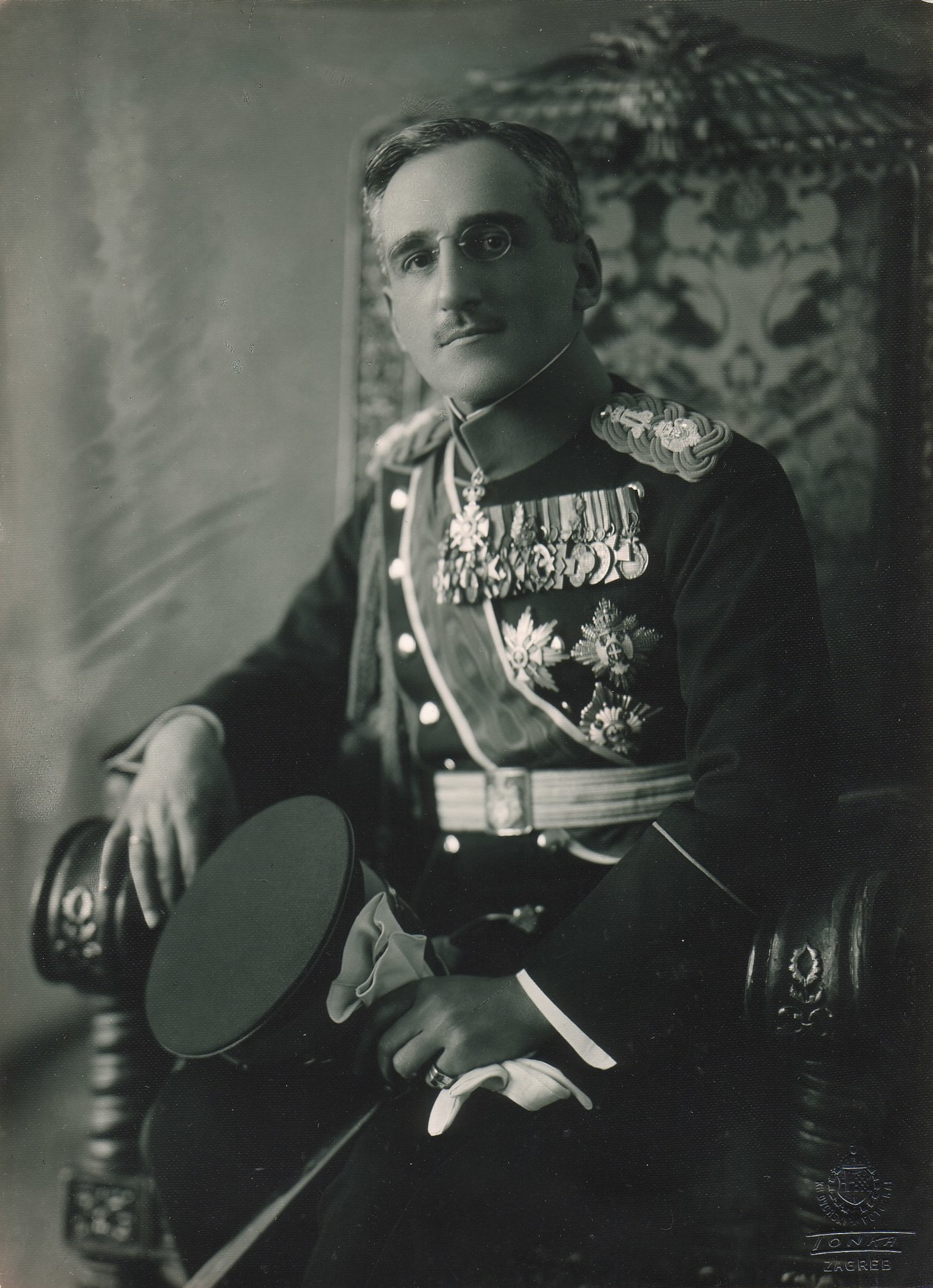
El rey Alejandro I de Yugoslavia

El 22 de octubre, las unidades franco-serbias se encontraban cerca ya del objetivo principal de la campaña, la capital serbia de Belgrado, tras la victoria obtenida en Aleksinac; El día anterior, la vanguardia de la caballería franco-serbia había alcanzado el Danubio. Tres días más tarde, los alemanes empezaron a evacuar la ciudad.
Pese a encontrarse en inferioridad numérica y material, las agotadas tropas francesas y serbias recuperaron la capital serbia, realizando, según el historiador Gérard Fassy, «una verdadera hazaña». Aquí, el ejército serbio detuvo su avance, ya que más al norte ya había desaparecido la autoridad de Austria-Hungría y se había proclamado oficialmente el Estado de los Eslovenos, Croatas y Serbios el 29 de octubre. 
El 1 de noviembre, el regente Alejandro hizo su entrada en la capital recuperada.

### Las operaciones en Austria-Hungría
El despliegue de once divisiones austrohúngaras y alemanas en la región de Niš apenas pudo frenar temporalmente el avance de los Aliados. En consecuencia, el jefe del Estado Mayor austrohúngaro, Arthur Arz von Straussenburg, planeó replegarse a las fronteras de 1914, pero este plan quedó pronto estorbado por las victorias aliadas.
El 2 de noviembre, las unidades francesas y serbias penetraron en el Banato húngaro, sin encontrar un ejército organizado que se opusiera a su avance. A la vez, a partir del 4 de noviembre, otras unidades avanzaron por Bosnia y Herzegovina para ocupar Kotor y su base naval.
Además, los estrategas del Ejército de Oriente planificaron otras operaciones mayores en Bohemia y Baviera, pero se encontraron con enormes dificultades logísticas y políticas. Estos planes fueron descartados en la conferencia interaliada del 4 de noviembre de 1918.

### La liberación de Albania

Liberación de Albania, 1918

En Albania, el XIX Cuerpo austrohúngaro, al mando de Karl von Pflanzer-Baltin, no tuvo más remedio que retirarse hacia el norte para evitar ser rodeado por el avance franco-serbio en su flanco izquierdo. Por otro lado, resultó imposible la evacuación por mar después del bombardeo aliado de Dirraquio del 2 de octubre. 
El XVI Cuerpo de Ejército italiano, con apoyo de la 57.ª División francesa, avanzó desde el sur. Conquistó Berat el 1 de octubre, Dirraquio el 16, y finalmente Escutari el 30 del mes. Desde el este, la 11.ª División colonial francesa, la 30.ª División de Infantería italiana, y la 3.ª y 4.ª divisiones de infantería griegas cruzaron Albania y llegaron a Elbasan el 8 de octubre. 
El XIX Cuerpo austrohúngaro se retiró a Kotor, donde entregó las armas tras la firma del armisticio del 3 de noviembre.

### Acciones en Bulgaria, Rumanía y el Imperio otomano
Después de la capitulación de Bulgaria, tres divisiones francesas, una griega, y una británica (la 26.ª División) formaron el «Ejército del Danubio», al mando de Henri Mathias Berthelot, y marcharon a través de Bulgaria hacia la frontera rumana. A finales de octubre, habían llegado a Ruse, Pleven y Veliko Tarnovo. Esto alentó a Rumanía a retomar las hostilidades el 10 de noviembre. Ese día, las tropas aliadas cruzaron el Danubio por Svishtov y Nikopol.
Para cuando los búlgaros desplegaron tropas en la línea del Estrimón, ya no había fuerzas de importancia de los Imperios Centrales que pudiesen evitar que los Aliados marcharan sobre Estambul. En consecuencia, las divisiones británicas, griegas y francesas alcanzaron Makri, a unos treinta kilómetros de la frontera otomana, el 28 de octubre; el Imperio otomano capituló dos días más tarde.

## Consecuencias

Reparto del Imperio austrohúngaro según el Tratado de Saint-Germain-en-Laye y el de Trianon.

Italia deseaba dominar por completo Albania y por ello se oponía a la participación del ejército serbio en la liberación del país. Italia y Serbia también se enfrentaron en lo que se conoció como la «cuestión adriática». 
En Montenegro estalló una guerra civil entre los partidarios de la independencia (los «verdes»), que gozaron del apoyo de Italia, y los que deseaban la unión con Serbia (los «blancos»).
Serbia y Rumanía se disputaron la región del Banato; la tensión entre las dos naciones requirió incluso que Francia desplegase algunas de sus tropas entre los ejércitos serbios y rumanos hasta que la frontera en la zona se fijó el 10 de septiembre de 1919 en el Tratado de Saint-Germain-en-Laye.

### Ruptura de la comunicación directa entre Centroeuropa y el Imperio otomano
Con las primeras victorias aliadas quedaron amenazadas las comunicaciones entre Alemania y Austria-Hungría, por un lado, y el Imperio otomano, por el otro; parecía que los Aliados podrían cortarlas por Niš, lo que podía precipitar la rendición otomana. 
El rápido avance de los Aliados hacia Belgrado había hecho que los Imperios Centrales hubiesen perdido ya el control de algunos tramos del ferrocarril Berlín-Bagdad (Bagdadbahn), que habían reabierto en enero de 1916 tras la derrota serbia, lo que debilitó los lazos económicos entre Alemania y el Imperio otomano. Esta nueva ruptura de las comunicaciones terrestres entre Centroeuropa y el exhausto Imperio otomano aceleró la claudicación otomana; al mismo tiempo las tropas británicas derrotaban a las débiles unidades otomanas que luchaban en Palestina.

### La retirada de Austria-Hungría de la guerra
Las consecutivas victorias de los Aliados sobre Austria-Hungría en el frente italiano y en Serbia determinaron que esta solicitase las condiciones para un armisticio. Entre el 29 y el 31 de octubre, se llevaron a cabo las negociaciones correspondientes al frente italiano, que precedieron a la rúbrica del Armisticio de Padua entre las dos partes. Soslayando este, los húngaros firmaron un armisticio separado el 13 de noviembre, en Belgrado.
La derrota en la campaña de Serbia de 1918 fue uno de los factores que influyeron en la rendición austrohúngara. La declaración de independencia de Hungría a principios de noviembre para tratar de disociarse de la política belicista de Alemania y los intentos serbios de apoderarse de la mayor extensión posible de territorios al norte del Danubio en el marco de la competición que sostenían con los italianos hicieron que el fin de las hostilidades no aconteciese en todos los sectores del frente al mismo tiempo.